# Виркхаус, Адальберт
Адальберт Виркхаус (нем. Adalbert Wirkhaus; 17 мая 1880, Вяэгвере близ Тарту — 19 декабря 1961, Форт-Лодердейл) — эстонский композитор и дирижёр, педагог. Сын Давида Отто Виркхауса, отец Тааво Виркхауса.

## Биография
Дирижёр в третьем поколении. Окончил Лейпцигскую Высшую школу музыки, ученик Артура Никиша (дирижирование) и Макса Регера (композиция). В 1908 г. дебютировал в Лейпциге как дирижёр, затем в течение лета работал вторым дирижёром в летнем театре в Тарту, а в конце года возглавил в Таллине оперный театр общества «Эстония», которым руководил до 1912 года. Под руководством Виркхауса 27 ноября 1908 года была дана первая оперная постановка театра — «Ночной лагерь в Гранаде» Конрадина Крейцера, в 1911 году в театре впервые была поставлена эстонская оперетта — «Иванова ночь» (эст. Jaaniöö) Виркхауса.
В 1912—1917 гг. Виркхаус руководил оркестром в Валге, затем на протяжении 25 лет преподавал в Тарту, став одним из основателей городской музыкальной школы. В 1944 г. с приближением советских войск он покинул Эстонию и с 1949 г. жил в США.
Автор нескольких оперетт, двух Эстонских сюит для симфонического оркестра (1918, 1938), кантат, органных сочинений.